# Vector Pipeline
Vector Pipeline — трубопровід, який транспортує природний газ із хабу Joliet на околиці Чикаго у східному напрямку з переходом в канадську провінцію Онтаріо.
До хабу в Joliet в Іллінойсі надходить ресурс з півдня (системи Natural Gas Pipeline Company of America, ANR Pipeline) та Канади (Northern Border, Alliance). Одним із напрямків його подальшого транспортування є східний, де прокладено Vector Pipeline. Останній через штати Індіана та Мічиган виходить до кордону з Канадою в районі Sarnia, куди потрапляє перетнувши річку Сент-Клер (між озерами Гурон та Ері).
Введений в експлуатацію у 2000 році, Vector Pipeline має основну ділянку довжиною 289 миль, в тому числі 15 миль у Канаді, виконану в діаметрі 1050 мм. Крім того, для роботи у складі системи було орендовано трубопровід довжиною 59 миль та діаметром 900 мм між Milford та Belle River у штаті Мічиган. Пропускна здатність системи Vector складає понад 13 млрд м3 на рік, що забезпечується роботою п'яти компресорних станцій.
В 2014 році було анонсовано плани організації бідирекціонального руху по газопроводу для постачання природного газу, видобутого у сланцевих формаціях Марцелус та Утіка, до чиказького хабу.
На своєму шляху через Індіану та Мічиган Vector Pipeline має бідирекціональні інтерконектори зі східною гілкою системи ANR Pipeline та підземними сховищами газу (належать компаніям Bluewater Gas Storage і Washington 10 Storage Corporation). Він також може постачати ресурс до ряду газопроводів, зокрема, Crossroads Pipeline, та електростанцій Crete (Іллінойс), Greenfield South Power Corporation та Jackson (Мічиган), Greenfield Energy Centre (Онтаріо). В Канаді створений інтерконектор з газопровідною мережею Union Gas.